# Jessie Majome
Fungayi Jessie Majome (sinh ngày 20 tháng 12 năm 1971) là một thành viên của Quốc hội Quốc hội Zimbabwe của vùng Harare West cho một ghế của đảng MDC-T được bầu vào năm 2008 và sau đó vào năm 2013. Bà là Chủ tịch Ủy ban Danh mục Tư pháp, Các vấn đề pháp lý và nghị viện. Bà là thành viên của Ủy ban Pháp lý Quốc hội và Ủy ban Danh mục đầu tư về Phát triển Đô thị và Nông thôn của Chính quyền địa phương.
Bà là thành viên của Ủy ban điều hành quốc gia về phong trào cho Đảng Dân chủ thay đổi (MDC-T) và Thư ký về các vấn đề Hiến pháp và Nghị viện.
Majome là người sáng lập và kiêm hiệu trưởng tại Jessie Majome & Co Legal Practitioners. Bà là cựu Bộ trưởng Bộ Tư pháp, Pháp lý và Nghị viện và Thứ trưởng Bộ Ngoại giao, Giới và Phát triển Cộng đồng. Bà được bầu làm Ủy viên Hội đồng Phường 1 và Chủ tịch Hội đồng địa phương Hwange năm 2003 nhưng bị đảng cầm quyền loại bỏ từ năm 2004 với quyết định từ Bộ trưởng Bộ Chính quyền địa phương với lý do không tuân theo chỉ thị từ bỏ chức Tổng giám đốc của hội đồng quản trị. Đơn kháng án được đệ trình Tòa án cấp cao về việc loại bỏ Majome vẫn đang chờ xử lý. Bà có bằng Thạc sĩ Luật (L.L.M.) Đại học Nam Phi 2004, bằng Thạc sĩ Luật phụ nữ (M.S.W.L.) của Đại học Zimbabwe 2008, Bằng Cao học Sau đại học về Luật của Phụ nữ. W.L. 1996, Cử nhân Luật danh dự (L.L.B.S.) của Đại học Zimbabwe 1995.
Vào ngày 11 tháng 5 năm 2018, Majome thông báo rằng bà sẽ không tham gia vào cuộc bầu cử sơ bộ của đảng với lý do các nguyên tắc của đảng đã bị lợi dụng. Đối thủ của Majome sẽ là Joanna Mamombe chỉ mới 25 tuổi. Có nhiều người cảm thấy Mamombe có lợi thế không công bằng khi so với Majome.